# Rio Drăguş
O Rio Drăguş é um rio da Romênia, afluente do Olt, localizado no distrito de Braşov.